# Tchibo

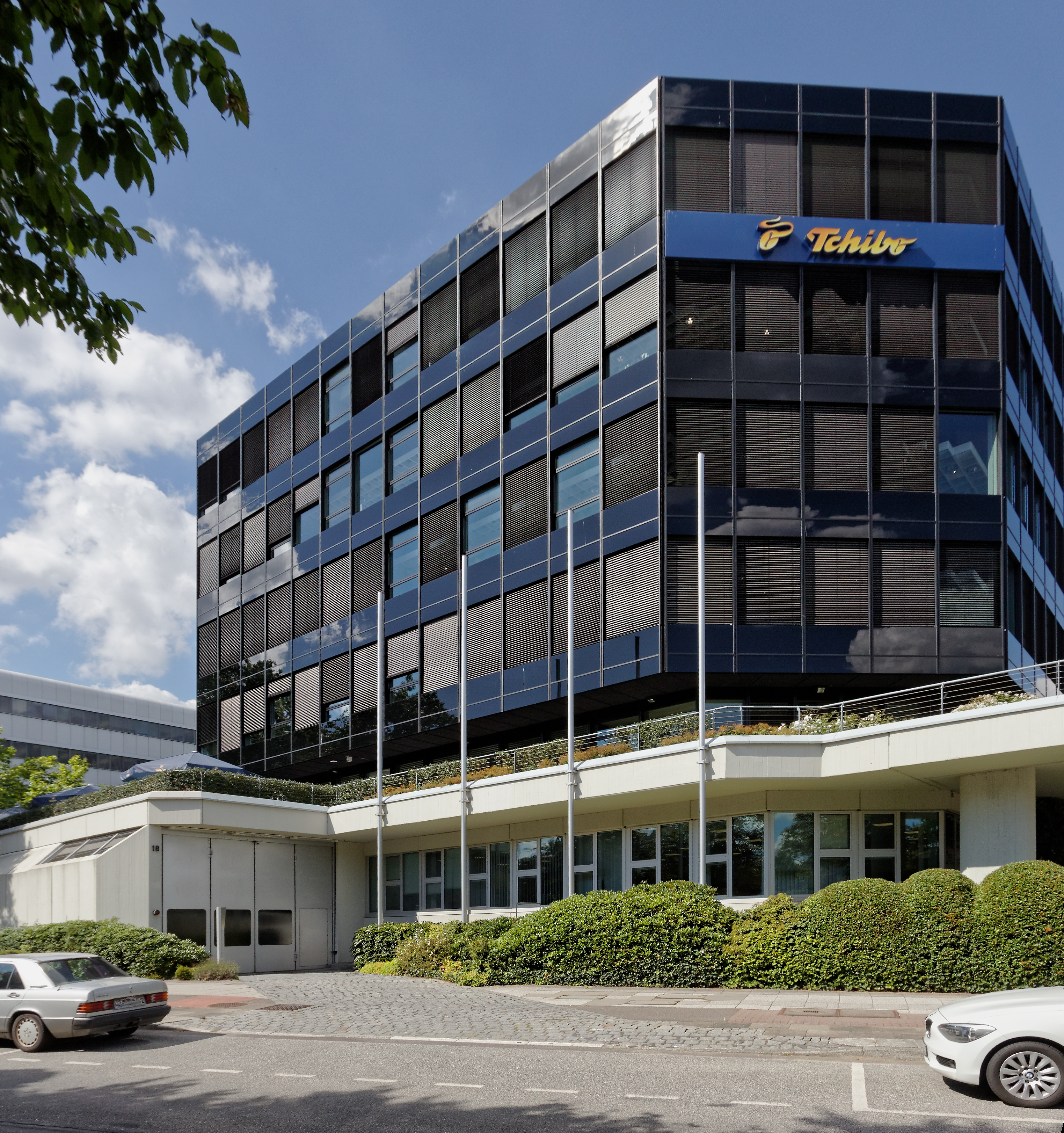
Hauptverwaltung in der Hamburger City Nord (Überseering 18)

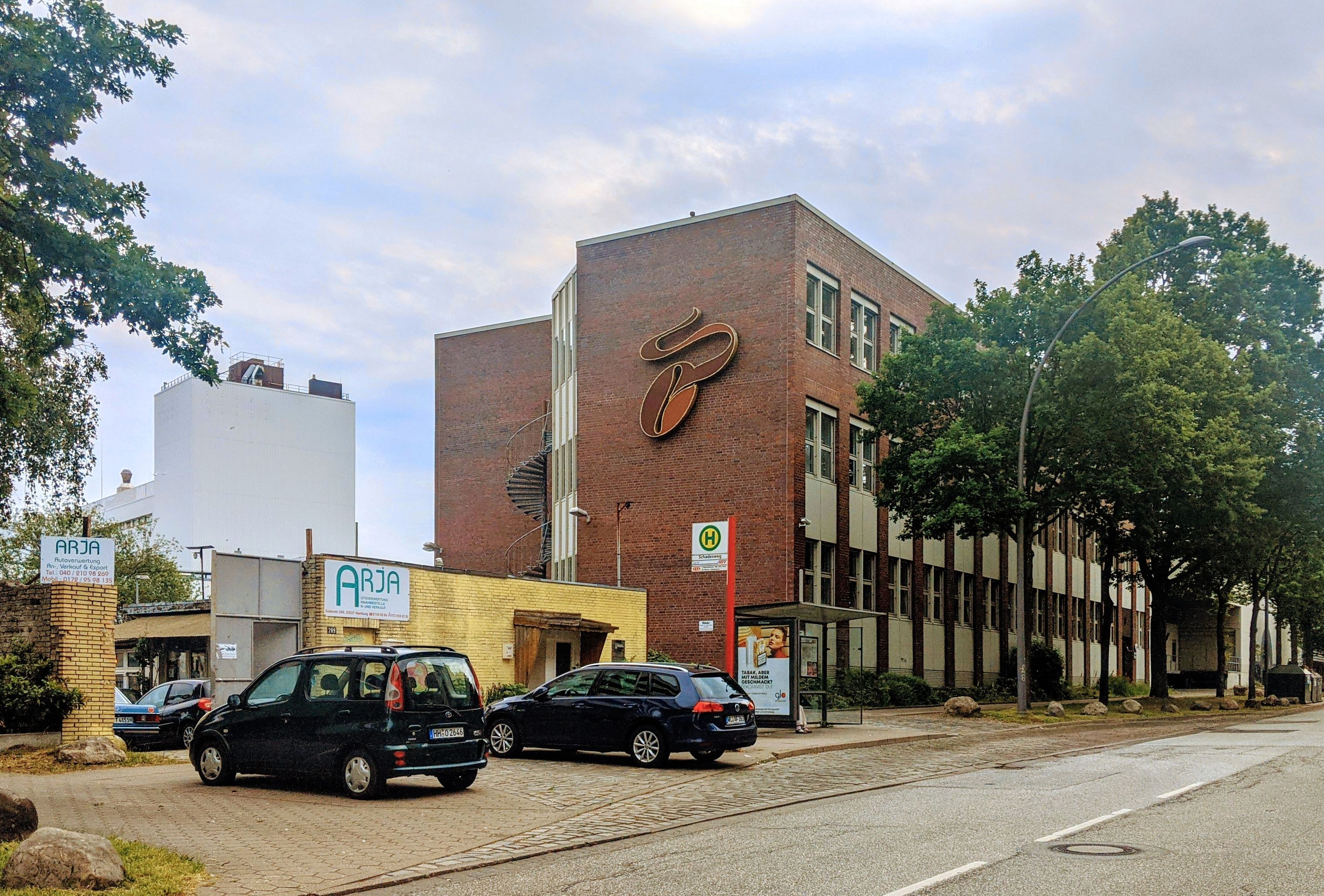
Stammrösterei im Hamburger Stadtteil Hamm

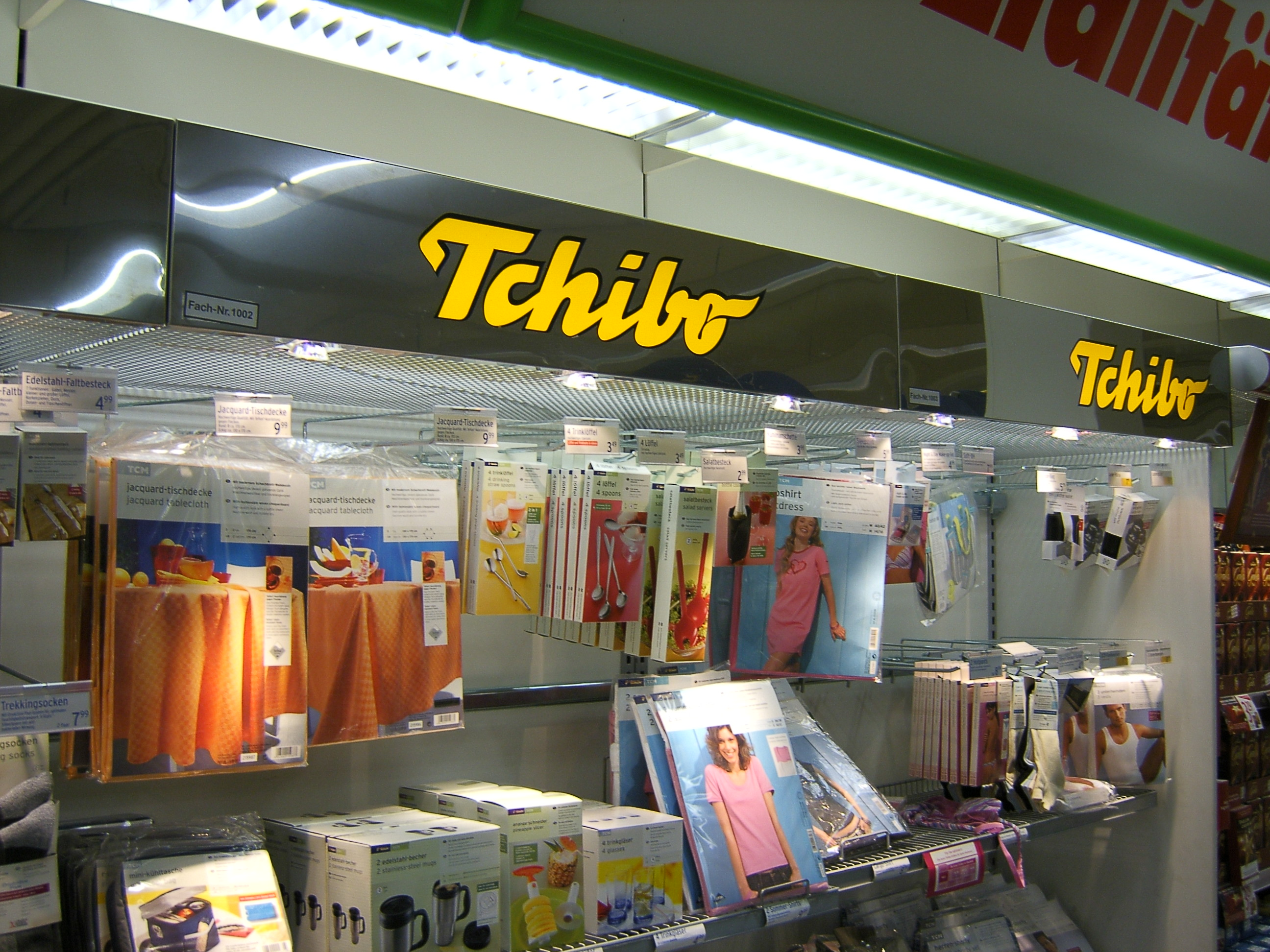
Tchibo-Geschäftslokal

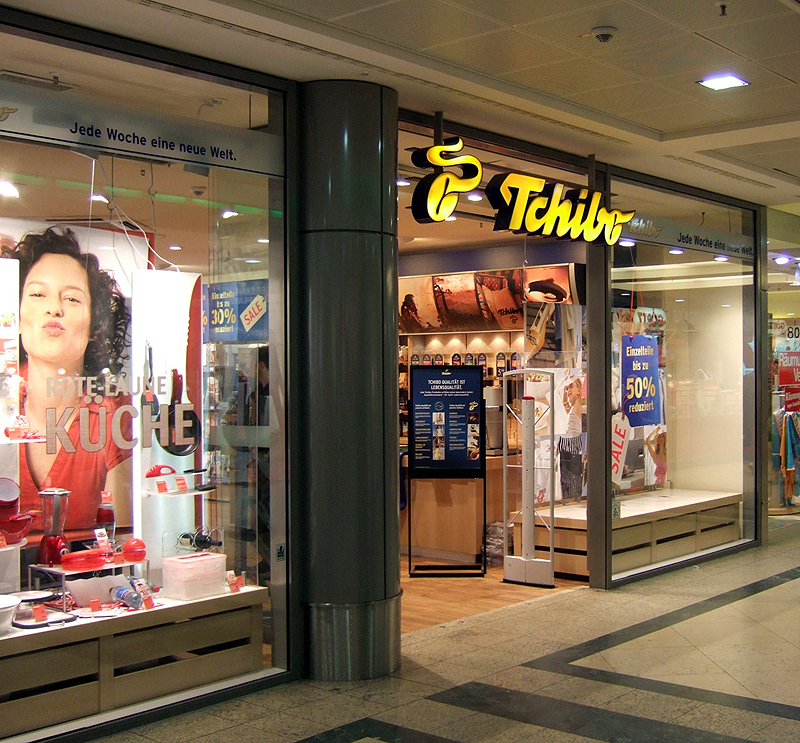
Eingang eines Tchibo-Geschäftslokals

Die Tchibo GmbH mit Sitz in Hamburg ist eines der größten deutschen Konsumgüter- und Einzelhandelsunternehmen. Tchibo gehört zu 100 % der Familie Herz über die Maxingvest (vorm. Tchibo Holding AG). Tchibo unterhält sowohl eigene Ladengeschäfte in Innenstädten und in Einkaufszentren als auch Verkaufsregale in Supermärkten und ist auch im Onlinehandel tätig.

## Kennzahlen
Im Jahr 2023 beschäftigten Tchibo und seine Tochterunternehmen weltweit 10.708 Mitarbeiter, davon rund 6.812 in Deutschland. Im selben Jahr unterhielt das Unternehmen rund 550 Filialen innerhalb und rund 320 außerhalb Deutschlands.

## Unternehmensgeschichte
Der Kaffeehändler Max Herz und der Gewürzkaufmann Carl Tchiling-Hiryan gründeten 1949 die Tchibo GmbH, die ihnen zu gleichen Teilen gehörte. Ihre Geschäftsidee war es, Kaffee per Post zu versenden. Der Markenname Tchibo ist ein Kürzel für Tchiling-Bohne.  Weil dieser Name schon nach wenigen Jahren einen hohen Bekanntheitsgrad besaß, behielt ihn Max Herz auch bei, nachdem er 1952 die Anteile seines Partners für geschätzt etwa 225.000 Mark übernommen hatte. Bis zu seinem Tod im Jahr 1965 leitete Max Herz das Unternehmen. Der Name der heutigen Eignerin Maxingvest, der Familienholding der Herz, setzt sich zusammen aus den Vornamen des Gründers und seiner Ehefrau Ingeburg Herz sowie dem Wort Investition.
Am 13. Oktober 1955 eröffnete in Hamburg die erste Tchibo-Filiale, in der die Kunden den Kaffee vor dem Kauf probieren konnten. Das Filialnetz wuchs in der Folgezeit schnell und dehnte sich auf die gesamte damalige Bundesrepublik aus. Ab 1963 richtete Tchibo in Bäckereien und Konditoreien sogenannte Frisch-Depots ein. Hierbei handelte es sich um Regale, die – optisch hervorgehoben – in den Läden aufgestellt und in denen die Tchibo-Kaffeesorten angeboten wurden.
Nach dem Tod seines Vaters führte ab 1965 Günter Herz das Unternehmen weiter. Seit den 1950er-Jahren wurde Kaffee bei Tchibo in Behältnissen verkauft. Da Kaffee in dieser Zeit als Luxusgut galt, gestaltete Tchibo die Verpackung hochwertig und verkaufte ihn zunächst in Tüchern und später in orangefarbenen Dosen. Aufgrund eines BGH-Beschlusses im Jahre 1973 war es Tchibo nicht mehr möglich, beim Verkauf von Kaffee andere Produkte wie z. B. Aromadosen oder Kochbücher als Produktzugabe zu verschenken (Zugabeverordnung und Rabattgesetz wurden erst 2001 abgeschafft). So beschloss das Unternehmen, noch vorrätige Artikel stattdessen zu verkaufen. Die Idee, Gebrauchsartikel zu verkaufen, war geboren. Unter dem Motto „Jede Woche eine neue Welt“ bietet Tchibo seinen Kunden ein wöchentlich wechselndes Sortiment an Gebrauchsartikeln von Mode und Schmuck über Sportartikel, Möbel, Wohnaccessoires, Küchenzubehör und Unterhaltungselektronik incl. Smartphones.
Das Unternehmen erwarb 1974 eine Minderheitsbeteiligung an der Beiersdorf AG und 1980 die Mehrheitsbeteiligung an den Reemtsma Cigarettenfabriken. 1988 wandelte sich die Tchibo Frisch-Röst-Kaffee AG in die Tchibo Holding AG (heute Maxingvest) um und gliederte das Kaffee-Geschäft in die neu gegründete hundertprozentige Tochter Tchibo Frisch-Röst-Kaffee GmbH aus. Ab 1991 wurde das Auslandsgeschäft der Tchibo Holding AG von der ebenfalls neu gegründeten Tochter Tchibo International abgewickelt. In den Folgejahren expandierte das Unternehmen im Ausland, insbesondere in Osteuropa. 1994 wurde Tchibo Coffee Service als selbständiges Tochterunternehmen für die Belieferung von Gastronomie- und Bürokunden ausgegliedert. Ein eigenes Versand- (Tchibo Direct) und ein Reiseunternehmen (Tchibo Reisen) folgten zwei Jahre später. 1997 übernahm Tchibo die Eduscho-Unternehmensgruppe, einen Mitbewerber, und stellte dessen Filialen im Laufe der Nullerjahre auf den Namen Tchibo um oder schloss sie.
Von 2003 bis Ende 2008 arbeitete Tchibo mit der Royal Bank of Scotland bei der Vergabe von Krediten zusammen. Von 2004 bis Ende 2010 bot Tchibo Versicherungen im Rahmen einer Kooperation mit der Asstel-Versicherungsgruppe an. Von 2007 bis Ende 2010 wurden auch Dienstleistungen der Postbank vertrieben, insbesondere Girokonten zu Sonderkonditionen; Tchibo war auch als Kooperationspartner für das Kreditgeschäft aktiv. 
Darüber hinaus werden seit 2004 über eine Kooperation mit Telefónica Deutschland Mobilfunkprodukte unter dem Namen Tchibo Mobil angeboten, in Österreich seit dem Jahr 2018 in einer Kooperation mit Hutchison Drei Austria. Im April 2007 gab Tchibo bekannt, dass die unter Druck geratene Eigenmarke TCM, die im Jahr 2006 noch zu den zehn populärsten Marken in Deutschland zählte, eingestellt werde. TCM soll ganz aus dem Sortiment genommen und durch spezielle Marken für einzelne Warengruppen ersetzt werden, wie z. B. die mit dem Y-3-, Adidas- und MCM-Designer Michael Michalsky entwickelte Eigenmarke Mitch & Co. TCM wird weiterhin auf den Produkten zu finden sein.
Von 2010 an agierte Tchibo auch als Anbieter von Ökostrom aus norwegischen Wasserkraftwerken. 2015 verkaufte Tchibo diesen Geschäftsbereich an das Unternehmen Lichtblick.
Im Jahr 2012 zeichnete das Deutsche Netzwerk Wirtschaftsethik Tchibo für die „Bemühungen auf dem Weg zu einer nachhaltigen Geschäftstätigkeit“ mit dem Preis für Unternehmensethik 2012 aus. Anfang des Jahres 2013 ist Tchibo in das Mass-Customization-Geschäft eingestiegen und bietet online individuellen Kaffee nach Wunsch an. Im April 2013 zeichnete das Bundesministerium für Arbeit und Soziales Tchibo mit dem CSR-Preis der Bundesregierung aus. Begründung der Jury war, dass Tchibo „seine Geschäftstätigkeit umfassend in Richtung Nachhaltigkeit und soziale Verantwortung ausrichtet und dabei die gesamte Wertschöpfungskette in den Blick nimmt“. Ende Oktober 2014 unterzeichnete Tchibo die Detox-Kampagne von Greenpeace und strebt damit eine schadstofffreie Herstellung von Textilien an.
2022 machte Tchibo einen Verlust von 167 Millionen Euro. Tchibo stellte die Vermittlung von Reisen Ende Oktober 2023 ein. Durch Sparmaßnahmen und Streichen von etwa 300 Stellen sowie einem Zuwachs im Kaffeegeschäft machte Tchibo dann 2023 einen Gewinn von 67 Millionen Euro.
In Zusammenarbeit mit dem Wirtschaftsmagazin brand eins wurde im Jahr 2025 von Tchibo ein Kaffeereport veröffentlicht.

## Kritik
Gegen das Unternehmen wurden mehrmals Plagiatsvorwürfe laut. So konnte etwa Sennheiser 2006 vor dem Landgericht Hamburg eine einstweilige Verfügung gegen den Verkauf eines Kopfhörermodells bewirken, das laut Sennheiser auch patentrechtlichen Schutz genießt. 2010 stellte das Oberlandesgericht Düsseldorf eine Verletzung eines Patents für eine rüttelfeste Rahmenhalterung für ein Fahrradschloss des Unternehmens Trelock fest. Ebenfalls im Jahr 2010 verurteilte das Landgericht Köln Tchibo zu einer Schadensersatzzahlung an den Hersteller Cloer Elektrogeräte wegen des Verkaufs eines nachgeahmten Waffeleisens. Auch der junge Hersteller von Rucksäcken Wayks bezichtigte Tchibo 2022 des Plagiats, verzichtete jedoch auf rechtliche Schritte, weil die Erfolgsaussichten als zu gering eingeschätzt wurden.
Im Dezember 2009 verhängte das Bundeskartellamt wegen unerlaubter Preisabsprachen unter anderem gegen Tchibo eine Geldbuße. Auch Melitta, Dallmayr und Kraft Foods gehörten diesem sogenannten Kaffeekartell an; letzteres Unternehmen nutzte die sogenannte Bonusregelung, um einer Strafe zu entgehen.
Seit Ende 2009 verkauft Tchibo Lederwaren unter dem Markennamen und Logo von Goldpfeil, nachdem Tchibo aus der Konkursmasse der gescheiterten Firma EganaGoldpfeil Lizenzen erworben hatte.
Im Juni 2010 wurde dem Deutschen Kaffee-Verband Hamburg vom Bundeskartellamt vorgeworfen, mit einer Pressemitteilung im Februar 2005 ein Kartell von Kaffeeunternehmen gefördert zu haben, weswegen ein Bußgeld von bis zu 90.000 € verhängt wurde. Zu den beteiligten Kaffeeröstereien gehörten neben Tchibo die Unternehmen Kraft Foods Außer Haus Service, Bremen, Luigi Lavazza Deutschland, Frankfurt, Seeberger, Ulm, Segafredo Zanetti Deutschland, München, Gebr. Westhoff, Bremen, Melitta System Service, Minden, und J. J. Darboven, Hamburg. Den letzteren beiden Unternehmen wurden die Geldbußen wegen ihrer Kooperation bei der Aufklärung der Vorwürfe reduziert. Laut Berechnungen der Verbraucherzentrale ist dem Bürger in den vergangenen Jahren durch Kaffeepreisabsprachen ein Schaden in Höhe von 4,8 Milliarden Euro entstanden.
Tchibo vertreibt zwei Sorten Eduscho Gala, die Kaffeemischprodukte sind. Auf der Verpackung fehlt die Produktbezeichnung „Kaffee“, die Verpackung ist aber der gewohnten Kaffeeverpackung so ähnlich, dass ein Verbraucher, der die Zutatenliste nicht liest, das Produkt für Kaffee halten könnte.
Seit Juli 2013 bietet Tchibo die sogenannte ZahnersatzCard an. Karteninhaber können damit bis zu 50 Prozent beim Zahnersatz sparen. Voraussetzung ist jedoch, dass der Zahnarzt die Karte akzeptiert. Denn er entscheidet, von welchem Zahnlabor er den Zahnersatz bezieht. Diese Einschränkung bei der freien Zahnarztwahl führte zu heftiger Kritik, unter anderem von der Kassenzahnärztlichen Bundesvereinigung (KZBV).